# ナースマン
『ナースマン』（Nurse Man）は、日本テレビ系で放送されたテレビドラマ。TOKIOの松岡昌宏が演じるドジな男性看護師の高沢裕次郎が先輩看護師や患者とのふれあいの中で成長していくという物語である。

## 歴史
- 2002年1月19日 - 3月23日 - 「ナースマン」放送（毎週土曜21時 - 21時54分「Surprise Saturday」枠）
- 2004年4月6日 - スペシャル版「ナースマン」放送（21時 - 22時54分、副音声でのナレーション付き）
- 2004年10月16日・10月30日 - 12月11日 - 「ナースマンがゆく」放送（事実上の第2シリーズ。毎週土曜21時 - 21時54分「Surprise Saturday」枠）

10月23日は新潟県中越地震の報道特別番組が放送されたため休止となり、翌週の10月30日に放送された。

## ナースマン

### キャスト
- 高沢裕次郎：松岡昌宏（TOKIO）

本作の主人公。年齢は24歳。外科病棟の新人看護士。看護学校を1年留年している。妹を心臓病「ファロー四徴症」で亡くす。浅野と須藤とは中学校時代の同級生。ナースのみんなから「たかざわ」と呼ばれている（本当の読みは「たかさわ」）。
- 坂口美和：安倍なつみ

年齢は20歳。325号室に心臓病「ファロー四徴症」で入院している。人付き合いが悪く、高沢に対しても反抗的だったが妹を彼女と同じ病気で失った高沢のフォローにより心を開くようになる。最終話でオペを受け、助かった。
- 山岡伸太：山本圭壱（極楽とんぼ）

高沢の同期。年齢は27歳（演じた山本圭壱は当時34歳だった）。外科病棟の新人看護士。24歳の時に看護士になろうと決めた。ナースのみんなから「のぶた」と呼ばれている（本当の読みは「しんた」）。
演じた山本圭壱が2006年に不祥事を起こして芸能界を一度引退し、それ以降今作の再放送は行われていない。
- 里中茜：上原多香子（友情出演）

年齢は23歳。外科病棟の若手看護婦で、高沢と山岡の指導係。高沢と山岡より年下だが彼らの先輩であり、自身より年上の彼らを指導する事となった。
- 亀田由紀子：松嶋尚美（オセロ〈当時〉）

外科病棟の看護婦。
- 漆原みき：板谷由夏

外科病棟の看護婦。
- 橘カオル：椎名法子

外科病棟の若手看護婦。
- 長谷川節子：高田聖子

外科病棟の看護婦。
- 石松琴美：山川恵里佳

外科病棟の若手看護婦。
- 金谷茂雄：伊藤俊人

外科医。
- 浅野比呂志：小泉孝太郎

年齢は24歳。外科の研修医。高沢とは中学校時代の同級生。
- 高沢有香：岡田めぐみ

15歳で心臓病「ファロー四徴症」で亡くなる。裕次郎の妹。
- 三木陽一郎：國村隼

外科医。バナナが好物。昼休みによく男性ナースとドクターで屋上でバレーボールをしている。
- 米田光子：岸田今日子

外科病棟の看護婦長。9・10話に出てくる患者「西芳和」の母であり、外科病棟主任看護婦の東の元姑である。
- 東芳江：小林聡美

外科病棟の主任看護婦。9・10話に出てくる患者「西芳和」の元妻。息子の大樹（三觜要介）がいる。とても厳しい性格であり、相手が新人であっても妥協を一切許さない。

### ゲスト
- 大河原政義（高血圧の患者）：古田新太（第1話）
- 大河原の妻：広岡由里子（第1話）
- 小田切トメ（塩分禁忌の患者）：菅井きん（特別出演）（第2話）
- 小田切の息子：石丸謙二郎（第2話）
- 純平：高杉瑞穂
- 熊倉：瀬戸陽一朗
- 成田喜代子：宮崎美子（第3話）
- 小宮山：小橋賢児（第4話・友情出演）
- 佐野泰三（伸太の高校時代のサッカー部顧問）：金田明夫（第5話）
- 佐野祥子（佐野の妻）：大島蓉子（第5話）
- 上条達也：山崎裕太（第8話）
- 西芳和（東芳江の元夫で大樹の父）：渡辺いっけい（第9話・最終話）

### スタッフ
- 原案：小林光恵『ナースマン―新米看護士物語（アスキー・メディアワークス、角川文庫刊）』
- 脚本：寺田敏雄、横田理恵、大野敏哉
- 音楽：椎名KAI太
- 主題歌：TOKIO 「花唄」(ユニバーサルミュージック)
- 挿入歌：唐沢美帆 「Endless Harmony」(ポニーキャニオン)
- 演出：岩本仁志、池田健司、佐久間紀佳
- プロデューサー: 河野英裕、加藤正俊、小泉守

### サブタイトル
| 各話                                                       | 放送日        | サブタイトル              | 脚本     | 演出       | 視聴率 |
| ---------------------------------------------------------- | ------------- | ------------------------- | -------- | ---------- | ------ |
| no.1                                                       | 2002年1月19日 | 命を守れ!! 女の園で戦う男 | 寺田敏雄 | 岩本仁志   | 20.0%  |
| no.2                                                       | 2002年1月26日 | 初夜勤                    | 横田理恵 | 池田健司   | 14.9%  |
| no.3                                                       | 2002年2月02日 | 手術拒否は母の愛!?        | 寺田敏雄 | 岩本仁志   | 16.5%  |
| no.4                                                       | 2002年2月09日 | 緊急手術が阻んだ恋        | 寺田敏雄 | 岩本仁志   | 17.4%  |
| no.5                                                       | 2002年2月16日 | ガン告知でクビ!!          | 大野敏哉 | 池田健司   | 16.2%  |
| no.6                                                       | 2002年2月23日 | 医者失格女の戦い!!        | 寺田敏雄 | 佐久間紀佳 | 15.1%  |
| no.7                                                       | 2002年3月02日 | 命を救う恋の約束!!        | 大野敏哉 | 岩本仁志   | 14.5%  |
| no.8                                                       | 2002年3月09日 | 病院脱走命がけの夢        | 寺田敏雄 | 池田健司   | 14.5%  |
| no.9                                                       | 2002年3月16日 | 涙の告白が招いた死        | 寺田敏雄 | 岩本仁志   | 16.3%  |
| 最終回                                                     | 2002年3月23日 | 驚愕の真実!! 笑顔でお別れ | 寺田敏雄 | 岩本仁志   | 19.9%  |
| 平均視聴率 16.6%（視聴率は関東地区・ビデオリサーチ社調べ） |               |                           |          |            |        |

## スペシャル『ナースマン～あの男が帰ってきた!!』
高沢が小児科へ異動になったという設定。

### キャスト
- 高沢裕次郎：松岡昌宏
- 里中茜：上原多香子
- 岩田正也：櫻井翔（嵐）
- 山岡伸太：山本圭壱
- 漆原みき：板谷由夏
- 橘カオル：椎名法子
- 長谷川節子：高田聖子
- 浅野比呂志：小泉孝太郎
- 天野航：須賀健太
- 天野佳代子：渡辺典子
- 天野俊彦：福本伸一
- 岩田幹彦：勝部演之
- 滝田千代：佐々木すみ江
- 小児看護婦：大谷みつほ
- 東芳江：小林聡美

### スタッフ
- 原作：小林光恵
- 脚本：横田理恵
- 音楽：椎名KAY太
- 主題歌：TOKIO「花唄」（ユニバーサルミュージック）
- 演出：大谷太郎
- チーフプロデューサー：梅原幹
- プロデューサー：河野英裕
- 協力：NTV映像センター、日本テレビアート、シネハウス
- 制作：トータルメディアコミュニケーション

## ナースマンがゆく
系列の病院へ異動になったという設定のため、高沢以外のほぼ全てのキャストが変更されたが、米田光子役の岸田今日子は続けて出演した。

### キャスト
- 高沢裕次郎：松岡昌宏

3年目の熱血看護師。心の温かさと真剣さで、偏った考えをもった周りの人たちを変えていく。
- 矢野原希美：香里奈

看護師になって半年の新米。失敗ばかりで看護師に向いていないと思い、辞めようか迷っている。
- 桐島奈津子：横山めぐみ

主任看護師。看護師という仕事に誇りを持っている。患者には優しいが、看護師には厳しい。
- 石川さくら：さとう珠緒

いつも笑顔で愛想がいい。惚れっぽくて、狙った獲物には積極的。
- 小野寺佳奈：小沢真珠

さばさばしていてクール。男嫌いに見えて実は純情らしい。
- 内山弥生：佐藤仁美

勉強熱心な看護オタク。化粧っ気もなく、地味。
- 秋葉幸子：光浦靖子（オアシズ）

見栄っ張りで、手抜きがうまい。自分より年下の看護師をこき使う。
- 五反田六平：堤下敦（インパルス）

診療放射線技師。要領よく、おいしいとこ取りのサボり上手。院内事情に敏感で噂好き。裕次郎と同い年。
- 鴨志田利一：小野武彦

病院の利益を上げることがモットー。権威に弱く看護師に強い。
- 吉岡隆志：石黒賢

外科医。温厚で誠実。患者からも看護師からも信頼が厚い。9年前裕次郎の妹の主治医をしていた。
- 風間聖：財前直見

外科医。男勝りで自由奔放。小さいことにはこだわらない。破天荒敏腕な女医。
- 米田光子：岸田今日子

看護師長。いつもいきなり現れる。ミステリアスな雰囲気漂うベテラン師長。高沢たちをそっと見守る。

### ゲスト
- 村上慎一：宇梶剛士（第1話）
- 福島武郎：谷啓（第2話）
- 篠原すず：岩本多代（第2話）
- 若槻哲郎：長野博（20th Century）（第3話）
- 鴨志田美貴（鴨志田の娘）：原史奈（第4話）
- 槙田光一（美貴の婚約者）：葛山信吾（第4話）
- 鴨志田佳代子（鴨志田の妻）：松金よね子（第4話）
- 進藤きよ：南田洋子（第5話）
- 進藤美恵：芳本美代子（第5話）
- 進藤彩：永井杏（第5話）
- 須藤たまき（裕次郎の幼馴染）：鈴木紗理奈（第6話）
- 桐島博（奈津子の夫）：阿南健治（第7話）
- 沢渡透：村井克行（第7話）
- 高沢幸吉（裕次郎の父）：平泉成（最終話）
- 高沢留美子（裕次郎の母）：水前寺清子（最終話）
- 入院患者：板倉俊之（インパルス）（最終話）

### スタッフ
- 原案：小林光恵
- 脚本：江頭美智留、梅田みか、横田理恵
- 音楽：椎名KAI太
- 主題歌：TOKIO 「自分のために」(ユニバーサルミュージック)
- 挿入歌：Sowelu 「Last Forever」(DefSTAR Records)
- 演出：大谷太郎、池田健司、佐久間紀佳

### サブタイトル
| 各話                                                      | 放送日         | サブタイトル                                    | 脚本       | 演出       | 視聴率 |
| --------------------------------------------------------- | -------------- | ----------------------------------------------- | ---------- | ---------- | ------ |
| 第1話                                                     | 2004年10月16日 | あきらめたくないんです…命があるじゃないですか!! | 江頭美智留 | 大谷太郎   | 11.5%  |
| 第2話                                                     | 2004年10月30日 | 強い人間ばかりじゃないんです                    | 梅田みか   | 大谷太郎   | 10.3%  |
| 第3話                                                     | 2004年11月06日 | 患者に恋したナース!!                            | 横田理恵   | 池田健司   | 11.8%  |
| 第4話                                                     | 2004年11月13日 | 本当のしあわせって何ですか?                     | 横田理恵   | 佐久間紀佳 | 6.7%   |
| 第5話                                                     | 2004年11月20日 | 涙の別れ…人の命の尊さとは?                      | 梅田みか   | 大谷太郎   | 8.6%   |
| 第6話                                                     | 2004年11月27日 | 裕次郎の元カノ登場!?                            | 横田理恵   | 大谷太郎   | 11.0%  |
| 第7話                                                     | 2004年12月04日 | 仕事と家庭…どっちが大切?                        | 梅田みか   | 池田健司   | 8.0%   |
| 最終話                                                    | 2004年12月11日 | 生きてください!!…父に届け最後の願い             | 梅田みか   | 大谷太郎   | 9.7%   |
| 平均視聴率 9.7%（視聴率は関東地区・ビデオリサーチ社調べ） |                |                                                 |            |            |        |

- 初回は15分拡大（21:00 - 22:09）。
- 第2話は、当初2004年10月23日に放送する予定だったが、当日夕方に発生した新潟県中越地震の影響から、1週繰り下げられた。
- 最終回は30分拡大（21:00 - 22:24）。